# Shantymen
Shantymen – lubelski szantowy kwartet wokalno-instrumentalny. Założony w 1985 roku przez Tomasza Misztala. Wykonuje tradycyjną i współczesną muzykę żeglarską. Specjalizuje się w wykonaniach oryginalnych szant śpiewanych a capella. Shantymen zdobył ponad 20 nagród na ogólnopolskich i międzynarodowych festiwalach piosenki morskiej. Wydał 3 płyty CD: Take Me Back, W porcie i na morzu oraz Shantymen - Live. Ta ostatnia płyta została nagrana na żywo podczas koncertu zorganizowanego z okazji 18. urodzin zespołu.
Shantymen gra w 7 językach. Podczas swoich tournée zagranicznych odwiedził Belgię, Białoruś, Holandię, Finlandię, Francję, Niemcy i Szwecję.
25 czerwca 2020 zmarł wieloletni gitarzysta basowy i wokalista zespołu Remigiusz Pik.

## Skład zespołu
- Tomasz Misztal (śpiew, flet),
- Jan Matysik (gitara, śpiew),
- Remigiusz Pik (gitara basowa, śpiew),
- Maciej Rysak (skrzypce, śpiew).